# Penzing (Gemeinde Sieghartskirchen)
Penzing ist eine Ortschaft und eine Katastralgemeinde der Marktgemeinde Sieghartskirchen im Bezirk Tulln in Niederösterreich. Die Ortschaft hat 42 Einwohner (Stand 1. Jänner 2024).

## Geografie
Penzing ist einer der 25 Orte in der Marktgemeinde Sieghartskirchen. Gleichzeitig ist sie eine von 24 Katastralgemeinden der Marktgemeinde. Sie grenzt im Norden an die Katastralgemeinde Rappoltenkirchen und im Süden an die Katastralgemeinde Kronstein. Der Ort liegt am Fuß des 382 m hohen Frauenbergs. Unterhalb des Ortes mündet der Habergbach in den Koglbach. Der Koglbach ist der Quellfluss der Kleinen Tulln. Der Ort ist nur über eine Nebenstraße erreichbar, er ist jedoch über eine Buslinie an den Verkehrsverbund Ostregion angebunden.

## Geschichte
Die Marktgemeinde Sieghartskirchen besteht in ihrer heutigen Form als Großgemeinde erst seit dem 1. Jänner 1972. Mit dem Kommunalstrukturverbesserungsgesetz 1971 wurde vom niederösterreichischen Landtag die Anzahl der Gemeinden im Bundesland auf 574 reduziert. Bis dahin waren die Gemeinden Abstetten, Kogl, Ollern, Rappoltenkirchen, Ried am Riederberg, Röhrenbach und Sieghartskirchen eigenständig. Penzing gehörte zu Rappoltenkirchen.
Der Franziszeische Kataster aus dem Jahr 1821 zeigt den Ort mit vier Anwesen, die aus einem Haupt- und einem Nebengebäude bestehen. Im Jahr 2001 standen 18 Gebäude auf den Grundstücken und wurden von 40 Einwohnern genutzt.